# (4620) Bickley
(4620) Bickley es un asteroide perteneciente al cinturón de asteroides, descubierto el 28 de julio de 1978 por el equipo del Observatorio Perth desde el Observatorio Perth, Bickley, Australia.

## Designación y nombre
Designado provisionalmente como 1978 OK. Fue nombrado Bickley en honor a "Elena Nikolaevna Palyakhova", profesora asistente de astronomía en la Universidad de San Petersburgo, especialista en mecánica celeste.

## Características orbitales
Bickley está situado a una distancia media del Sol de 2,297 ua, pudiendo alejarse hasta 2,803 ua y acercarse hasta 1,790 ua. Su excentricidad es 0,220 y la inclinación orbital 4,495 grados. Emplea 1271 días en completar una órbita alrededor del Sol.

## Características físicas
La magnitud absoluta de Bickley es 13,8. Tiene 3,817 km de diámetro y su albedo se estima en 0,401.